# Johann Bernoulli
Johann Bernoulli, también conocido como Jean o John (Basilea, 27 de julio de 1667 - Basilea, 11 de enero de 1748), fue un destacado matemático, médico y filólogo suizo.

## Biografía

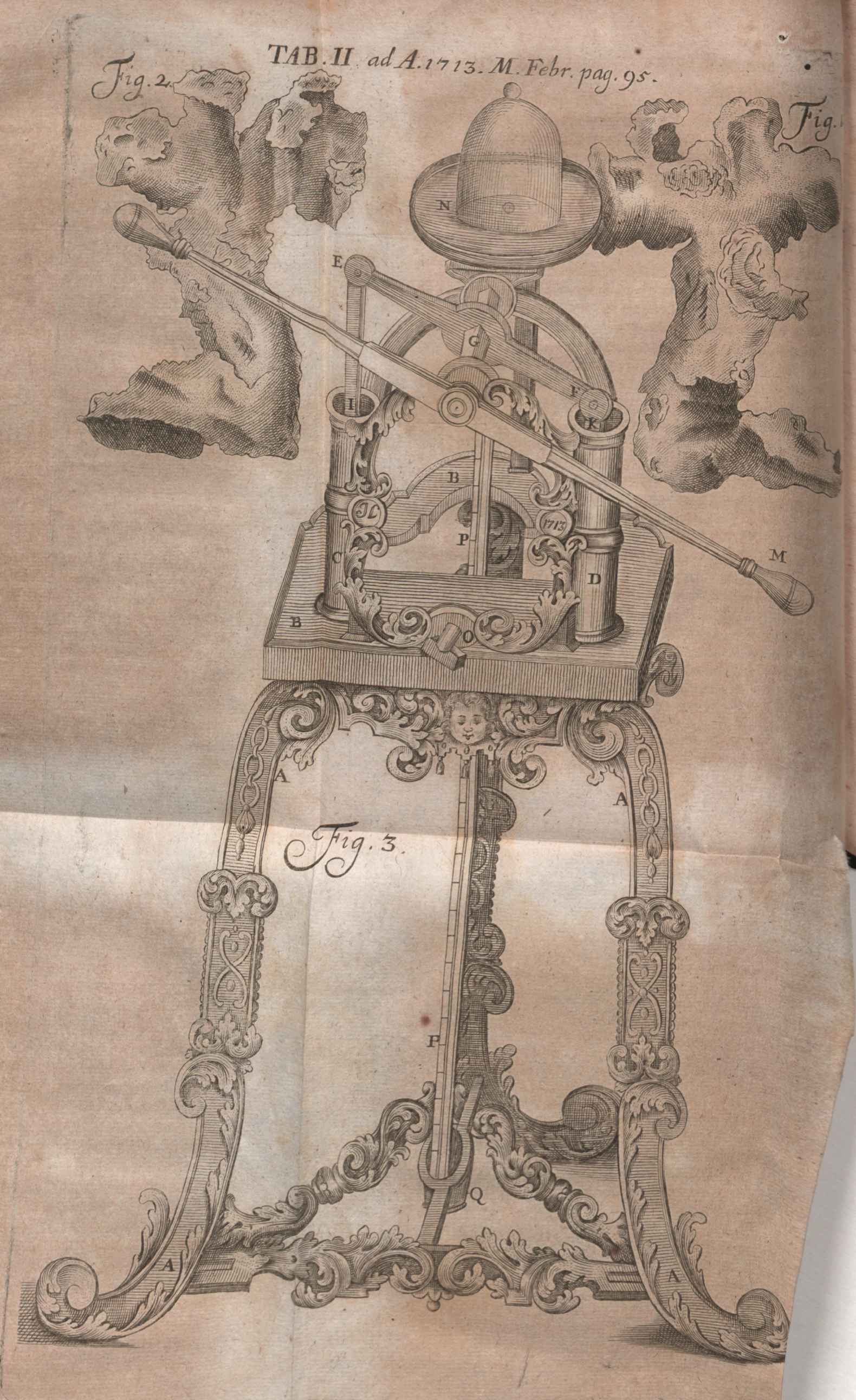
Ilustración de De motu corporum gravium... (Acta eruditorum, 1713)

Su padre, de confesión calvinista, deseaba que su hijo se hiciera comerciante, por lo que aceptó entrar como aprendiz en el negocio familiar de especias y medicinas, pero terminó por hacerlo tan mal que su contrariado padre se vio obligado a rectificar su orientación originaria. Entonces su padre decidió que se estudiara para médico, profesión también relacionada con el negocio familiar. En 1683 ingresa en la Universidad de Basilea y saca el título de médico. Sin embargo, durante este tiempo junto a su hermano Jakob también se dedicó a aprender el lenguaje de los números.
Johannes I fue todavía más prolífico que su hermano en el campo de las Matemáticas, y difundió el Cálculo en Europa. Sus estudios abarcan la Física, la Química y la Astronomía, aparte de las Matemáticas. En las ciencias aplicadas, Johannes I contribuyó notablemente a los estudios de la óptica, escribió sobre la teoría de las mareas, sobre la teoría matemática de las velas de los barcos y enunció el principio de los desplazamientos virtuales en la mecánica. Johannes I fue un hombre de extraordinario vigor físico e intelectual, permaneciendo activo hasta pocos días antes de morir a la edad de 80 años.
Las novedades matemáticas de Leibniz sobre el cálculo infinitesimal cautivaron a ambos hermanos. En 1691 viaja a París para guiar a los matemáticos franceses en el uso del cálculo, entre los cuales se hallaba el marqués de Guillaume de l'Hôpital, quien lo tuvo por mentor con suficiente honorario. En Francia se convirtió en defensor de Leibniz en la polémica que mantenía con Isaac Newton por deslindar quién había sido el primero en enunciar los principios del cálculo infinitesimal.
En 1695 el científico neerlandés Christiaan Huygens lo invitó a presidir el departamento de matemáticas de la Universidad de Groninga. En 1705, tras la muerte de su hermano por tubercolosis, lo sustituyó como catedrático de matemáticas en la Universidad de Basilea, donde permaneció durante 42 años como profesor. Allí tuvo como discípulos a Johann Samuel König y Leonhard Euler. Se centró en el cálculo infinitesimal y resolvió la ecuación diferencial de Bernoulli, propuesta por su hermano.
Sus hijos Nicolau, Daniel y Johann Bernoulli fueron grandes matemáticos.

## Reconocimientos
- El cráter lunar Bernoulli lleva este nombre en memoria de Johann y de su hermano Jakob Bernoulli.[2]
- El asteroide (2034) Bernoulli también conmemora su nombre y los de Jakob Bernoulli (1654-1705) y Daniel Bernoulli (1700-1782).[3]